# Górka Lubartowska
Górka Lubartowska – wieś w Polsce położona w województwie lubelskim, w powiecie lubartowskim, w gminie Niedźwiada. nad rzeką Wieprz.
W latach 1975–1998 miejscowość należała administracyjnie do województwa lubelskiego.
Wieś stanowi sołectwo gminy Niedźwiada. Według Narodowego Spisu Powszechnego z roku 2011 wieś liczyła 522 mieszkańców.
Wierni Kościoła rzymskokatolickiego należą do parafii Najświętszej Maryi Panny Matki Kościoła w Tarle.

## Historia
Jedna z najstarszych miejscowości gminy. Pierwsza wzmianka pochodzi z roku 1441 jako Górka. Była wówczas własnością Stanisława Szreniawy. Następnie wieś przechodzi (1465) na Mikołaja Szreniawę, zapewne syna Stanisława. Wieś wymieniona jest w kronikach Jana Długosza jako wieś należącą do parafii Czemierniki.
W latach sześćdziesiątych XV wieku wymienia się wielu właścicieli wsi: Stanisława z Gór, Annę, Dorotę i Katarzynę z Gór. Prowadzili oni spór z Jarkiem z Ostrowa.
Z 1497 roku pochodzi informacja o konfiskacie dóbr Dobiesława z Gór i przekazaniu ich na rzecz Mikołaja z Ostrowa. Dobiesław z Gór nie stawił się na pospolite ruszenie zwołane przez króla Jana Olbrachta (wyprawa bukowińska zakończona klęską wojsk polskich).
W początkach XVI wieku (1529) umieszczono tę miejscowość w spisie uposażeń biskupstwa krakowskiego jako wieś płacącą dziesięcinę. W połowie XVI wieku wieś stała się własnością Firlejów ponieważ w 1557 roku została przekazana przy podziale dóbr Firlejów na rzecz Mikołaja Firleja wojewody krakowskiego. Kolejna informacja pochodzi z rejestru podatkowego z 1626 roku. Nazywano ją wtedy Górka. W tym czasie wieś miała trzy zasiedlone przez kmieci łany ziemi. Mieszkało też w Górce sześciu zagrodników bez roli, kilka ubogich komornic i jeden rybak.
Wieś należała wówczas do wojewody wołyńskiego księcia Zasławskiego.
W 1787 roku w spisie ludności diecezji krakowskiej wymieniono ją jako Gurka. Obecna nazwa po raz pierwszy użyta została w drugiej połowie XIX wieku.
W 1827 roku wieś liczyła 9 domów i 90 mieszkańców. W 1881 roku folwark Górka była własnością Banku Polskiego w Warszawie i został podobnie jak inne własności Banku zlicytowana i rozparcelowana.

## Warto zobaczyć
- kapliczka przydrożna z obrazem św. Jana Nepomucena (współczesna).